# Magyartelek, Baranya
Magyartelek este un sat în districtul Sellye, județul Baranya, Ungaria, având o populație de 222 de locuitori (2011). 

## Demografie
Componența etnică a satului Magyartelek
     Maghiari (88,67%)
     Romi (11,33%)
Componența confesională a satului Magyartelek
     Romano-catolici (57,66%)
     Reformați (16,67%)
     Greco-catolici (3,15%)
     Fără religie (1,8%)
     Necunoscută (20,72%)
Conform recensământului din 2011, satul Magyartelek avea 222 de locuitori. Din punct de vedere etnic, majoritatea locuitorilor (88,67%) erau maghiari, cu o minoritate de romi (11,33%).  Din punct de vedere confesional, majoritatea locuitorilor (57,66%) erau romano-catolici, existând și minorități de reformați (16,67%), greco-catolici (3,15%) și persoane fără religie (1,8%). Pentru 20,72% din locuitori nu este cunoscută apartenența confesională.